# Meidericher Spielverein Duisburg 1994-1995
Questa voce raccoglie le informazioni riguardanti il Meidericher Spielverein Duisburg nelle competizioni ufficiali della stagione 1994-1995.

## Stagione
Nella stagione 1994-1995 il Duisburg, allenato da Ewald Lienen e Hans Bongartz, concluse il campionato di Bundesliga al 17º posto e fu retrocesso in 2. Bundesliga. In Coppa di Germania il Duisburg fu eliminato al secondo turno dal Magonza.

## Rosa
| N. |                                 | Ruolo | Calciatore          |
| -- | ------------------------------- | ----- | ------------------- |
| 2  | Germania (bandiera)             | D     | Joachim Hopp        |
| 4  | Germania (bandiera)             | D     | Torsten Wohlert     |
| 5  | Paesi Bassi (bandiera)          | D     | Alfred Nijhuis      |
| 6  | Germania (bandiera)             | D     | Oliver Westerbeek   |
| 8  | Germania (bandiera)             | A     | Markus Osthoff      |
| 11 | Germania (bandiera)             | A     | Marcus Marin        |
| 13 | Germania (bandiera)             | D     | Markus Reiter       |
| 17 | Germania (bandiera)             | C     | Thomas Puschmann    |
| 19 | Germania (bandiera)             | A     | Alexander Löbe      |
|    | Germania (bandiera)             | P     | Holger Gehrke       |
|    | Germania (bandiera)             | P     | Martin Pieckenhagen |
|    | Germania (bandiera)             | P     | Jürgen Rollmann     |
|    | Bosnia ed Erzegovina (bandiera) | D     | Murat Jasarević     |

| N. |                     | Ruolo | Calciatore             |
| -- | ------------------- | ----- | ---------------------- |
|    | Germania (bandiera) | D     | Javier Lopez           |
|    | Marocco (bandiera)  | C     | Rachid Azzouzi         |
|    | Germania (bandiera) | C     | Stefan Böger           |
|    | Svezia (bandiera)   | C     | Roger Ljung            |
|    | Germania (bandiera) | C     | Ferenc Schmidt         |
|    | Germania (bandiera) | C     | Rainer Schütterle      |
|    | Germania (bandiera) | C     | Alois Schwartz         |
|    | Russia (bandiera)   | C     | Igor' Šalimov          |
|    | Germania (bandiera) | C     | Franz-Josef Steininger |
|    | Germania (bandiera) | C     | Uwe Weidemann          |
|    | Canada (bandiera)   | A     | Robert Cirjak          |
|    | Germania (bandiera) | A     | Peter Közle            |
|    | Germania (bandiera) | A     | Mario Krohm            |

## Organigramma societario
Area tecnica
- Allenatore: Hans Bongartz
- Allenatore in seconda:
- Preparatore dei portieri:
- Preparatori atletici:

## Calciomercato

### Sessione estiva
| Acquisti | Acquisti            | Acquisti          | Acquisti |
| R.       | Nome                | da                | Modalità |
| -------- | ------------------- | ----------------- | -------- |
| P        | Holger Gehrke       | TeBe Berlino      |          |
| C        | Igor' Šalimov       | Inter             |          |
| A        | Mario Krohm         | Sint-Truiden      |          |
| C        | Roger Ljung         | Galatasaray       |          |
| A        | Markus Osthoff      | Eintracht Treviri |          |
| P        | Martin Pieckenhagen | TeBe Berlino      |          |
| C        | Rainer Schütterle   | Karlsruhe         |          |

| Cessioni | Cessioni         | Cessioni        | Cessioni |
| R.       | Nome             | a               | Modalità |
| -------- | ---------------- | --------------- | -------- |
| D        | Patrick Notthoff | Wattenscheid 09 |          |
| A        | Michael Preetz   | Wattenscheid 09 |          |
| C        | Hannes Reinmayr  | Uerdingen 05    |          |
| C        | Michael Tarnat   | Karlsruhe       |          |
| C        | Manfred Tebeck   | RW Oberhausen   |          |
| A        | Ivica Vastić     | Sturm Graz      |          |
| P        | Zoran Zeljko     | Rot-Weiss Essen |          |

### Sessione invernale
| Acquisti | Acquisti       | Acquisti        | Acquisti |
| R.       | Nome           | da              | Modalità |
| -------- | -------------- | --------------- | -------- |
| A        | Marcus Marin   | Sion            |          |
| A        | Alexander Löbe | Wattenscheid 09 |          |

| Cessioni | Cessioni       | Cessioni      | Cessioni |
| R.       | Nome           | a             | Modalità |
| -------- | -------------- | ------------- | -------- |
| C        | Dirk Hannemann | Hansa Rostock |          |

## Risultati

### Bundesliga

#### Girone di andata
| Arbitro: | Wiesel |

|               |           |               |
| Bittengel 68’ | Marcatori | 33’ Weidemann |

| Arbitro: | Scheuerer |

|                       |           |                            |
| Közle 50’ Osthoff 85’ | Marcatori | 38’ Herzog 62’ Anderbrügge |

| Arbitro: | Ziller |

|                                   |           |           |
| Tarnat 22’, 70’ Knup 27’ Wück 71’ | Marcatori | 38’ Közle |

| Arbitro: | Kasper |

|  |           |                                      |
|  | Marcatori | 8’ Nerlinger 26’ Witeczek 42’ Helmer |

| Arbitro: | Best |

|                                   |           |                       |
| Kern 45’ Fuchs 61’, 74’ Spies 62’ | Marcatori | 35’ Böger 84’ Osthoff |

| Arbitro: | Schmidt |

|  |           |                             |
|  | Marcatori | 39’ Basler 87’ (rig.) Rufer |

| Arbitro: | Zerr |

|                |           |  |
| Guðjónsson 90’ | Marcatori |  |

| Arbitro: | Strampe |

|           |           |                              |
| Közle 79’ | Marcatori | 65’ Spies 73’ (rig.) Cardoso |

| Arbitro: | Werthmann |

|             |           |  |
| Wynhoff 15’ | Marcatori |  |

| Arbitro: | Habermann |

|  |           |                         |
|  | Marcatori | 45’ Lehnhoff 49’ Völler |

| Arbitro: | Heynemann |

|  |           |                                                     |
|  | Marcatori | 19’ Hartmann 27’ Albertz 56’ Schnoor 69’, 75’ Spörl |

| Arbitro: | Osmers |

|          |           |             |
| Dowe 10’ | Marcatori | 31’ Nijhuis |

| Arbitro: | Fröhlich |

|           |           |                                          |
| Közle 45’ | Marcatori | 10’ (rig.) Kohn 58’ Greiner 73’ Labbadia |

| Arbitro: | Strigel |

|            |           |  |
| Sforza 90’ | Marcatori |  |

| Arbitro: | Strampe |

|         |           |  |
| Hopp 2’ | Marcatori |  |

| Arbitro: | Aust |

|            |           |  |
| Riedle 44’ | Marcatori |  |

| Arbitro: | Malbranc |

|                            |           |  |
| Westerbeek 55’ Azzouzi 89’ | Marcatori |  |

#### Girone di ritorno
| Arbitro: | Dardenne |

|                         |           |  |
| Hopp 33’ Schütterle 80’ | Marcatori |  |

| Gelsenkirchen 25 febbraio 1995, ore 15:30 CET 19ª giornata | Schalke 04 | 0 – 0 referto | Duisburg | Parkstadion (40 290 spett.)\| Arbitro: \| Merk \| |
| Arbitro:                                                   | Merk       |               |          |                                                   |

| Duisburg 3 marzo 1995, ore 19:30 CET 20ª giornata | Duisburg | 0 – 0 referto | Karlsruhe | Wedaustadion (20 000 spett.)\| Arbitro: \| Osmers \| |
| Arbitro:                                          | Osmers   |               |           |                                                      |

| Arbitro: | Fleske |

|            |           |           |
| Scholl 29’ | Marcatori | 66’ Marin |

| Arbitro: | Berg |

|               |           |            |
| Weidemann 45’ | Marcatori | 55’ Lesiak |

| Arbitro: | Albrecht |

|                                                     |           |           |
| Ramzy 18’ Basler 24’ Hobsch 36’ Bode 67’ Herzog 83’ | Marcatori | 78’ Marin |

| Arbitro: | Aust |

|                                           |           |             |
| Krohm 29’ Schütterle 48’ Marin 64’ (rig.) | Marcatori | 28’ Wałdoch |

| Arbitro: | Buchhart |

|                         |           |  |
| Spies 6’, 86’ Zeyer 23’ | Marcatori |  |

| Arbitro: | Best |

|  |           |                            |
|  | Marcatori | 28’ Herrlich 53’ Andersson |

| Arbitro: | Werthmann |

|                         |           |  |
| Lehnhoff 40’ Völler 66’ | Marcatori |  |

| Arbitro: | Kiefer |

|                                 |           |  |
| Hubchev 32’ Ivanauskas 56’, 88’ | Marcatori |  |

| Arbitro: | Steinborn |

|             |           |            |
| Wohlert 56’ | Marcatori | 39’ Erhard |

| Arbitro: | Casper |

|  |           |                               |
|  | Marcatori | 18’ Nijhuis 47’ Hopp 87’ Löbe |

| Arbitro: | Strigel |

|                                    |           |                    |
| Löbe 24’ Puschmann 76’ Azzouzi 87’ | Marcatori | 22’ Kuntz 34’ Kuka |

| Arbitro: | Pohlmann |

|                                           |           |          |
| Binz 19’ Aničić 33’ Becker 53’ Okocha 90’ | Marcatori | 82’ Löbe |

| Arbitro: | Aust |

|                           |           |                                 |
| Schmidt 20’ Puschmann 51’ | Marcatori | 52’ (rig.) Zorc 57’, 78’ Reuter |

| Arbitro: | Scheuerer |

|                             |           |             |
| Bochtler 27’ Élber 51’, 53’ | Marcatori | 69’ Azzouzi |

### Coppa di Germania
| Arbitro: | Hufgard |

|  |           |                        |
|  | Marcatori | 113’ Cirjak 114’ Közle |

| Arbitro: | Krug |

|  |           |                 |
|  | Marcatori | 41’, 82’ Ziemer |

## Statistiche

### Statistiche di squadra
| Competizione      | Punti | In casa | In casa | In casa | In casa | In casa | In casa | In trasferta | In trasferta | In trasferta | In trasferta | In trasferta | In trasferta | Totale | Totale | Totale | Totale | Totale | Totale | DR  |
| Competizione      | Punti | G       | V       | N       | P       | Gf      | Gs      | G            | V            | N            | P            | Gf           | Gs           | G      | V      | N      | P      | Gf     | Gs     | DR  |
| ----------------- | ----- | ------- | ------- | ------- | ------- | ------- | ------- | ------------ | ------------ | ------------ | ------------ | ------------ | ------------ | ------ | ------ | ------ | ------ | ------ | ------ | --- |
| Bundesliga        | 26    | 17      | 5       | 4       | 8       | 19      | 29      | 17           | 1            | 4            | 12           | 12           | 35           | 34     | 6      | 8      | 20     | 31     | 64     | -33 |
| Coppa di Germania | -     | 1       | 0       | 0       | 1       | 0       | 2       | 1            | 1            | 0            | 0            | 2            | 0            | 2      | 1      | 0      | 1      | 2      | 2      | 0   |
| Totale            | 26    | 18      | 5       | 4       | 9       | 19      | 31      | 18           | 2            | 4            | 12           | 14           | 35           | 36     | 7      | 8      | 21     | 33     | 66     | -33 |

### Andamento in campionato
| Giornata  | 1 | 2 | 3  | 4  | 5  | 6  | 7  | 8  | 9  | 10 | 11 | 12 | 13 | 14 | 15 | 16 | 17 | 18 | 19 | 20 | 21 | 22 | 23 | 24 | 25 | 26 | 27 | 28 | 29 | 30 | 31 | 32 | 33 | 34 |
| --------- | - | - | -- | -- | -- | -- | -- | -- | -- | -- | -- | -- | -- | -- | -- | -- | -- | -- | -- | -- | -- | -- | -- | -- | -- | -- | -- | -- | -- | -- | -- | -- | -- | -- |
| Luogo     | T | C | T  | C  | T  | C  | T  | C  | T  | C  | C  | T  | C  | T  | C  | T  | C  | C  | T  | C  | T  | C  | T  | C  | T  | C  | T  | T  | C  | T  | C  | T  | C  | T  |
| Risultato | N | N | P  | P  | P  | P  | P  | P  | P  | P  | P  | N  | P  | P  | V  | P  | V  | V  | N  | N  | N  | N  | P  | V  | P  | P  | P  | P  | N  | V  | V  | P  | P  | P  |
| Posizione | 6 | 7 | 12 | 16 | 17 | 16 | 17 | 17 | 18 | 18 | 18 | 18 | 18 | 18 | 18 | 18 | 18 | 17 | 17 | 16 | 15 | 17 | 17 | 16 | 17 | 16 | 17 | 17 | 17 | 16 | 16 | 16 | 17 | 17 |

Legenda:

Luogo: C = Casa; T = Trasferta. Risultato: V = Vittoria; N = Pareggio; P = Sconfitta.

### Statistiche dei giocatori
| Giocatore       | Bundesliga | Bundesliga | Bundesliga  | Bundesliga | Coppa di Germania | Coppa di Germania | Coppa di Germania | Coppa di Germania | Totale   | Totale | Totale      | Totale     |
| Giocatore       | Presenze   | Reti       | Ammonizioni | Espulsioni | Presenze          | Reti              | Ammonizioni       | Espulsioni        | Presenze | Reti   | Ammonizioni | Espulsioni |
| --------------- | ---------- | ---------- | ----------- | ---------- | ----------------- | ----------------- | ----------------- | ----------------- | -------- | ------ | ----------- | ---------- |
| R. Azzouzi      | 24         | 3          | 3           | 1          | 1                 | 0                 | 1                 | 0                 | 25       | 3      | 4           | 1          |
| S. Böger        | 30         | 1          | 4           | 1          | 2                 | 0                 | 0                 | 0                 | 32       | 1      | 4           | 1          |
| R. Cirjak       | 0          | 0          | 0           | 0          | 1                 | 1                 | 0                 | 0                 | 1        | 1      | 0           | 0          |
| H. Gehrke       | 28         | 0          | 1           | 0          | 0                 | 0                 | 0                 | 0                 | 28       | 0      | 1           | 0          |
| J. Hopp         | 33         | 3          | 2           | 1          | 2                 | 0                 | 1                 | 0                 | 35       | 3      | 3           | 1          |
| M. Jasarević    | 11         | 0          | 0           | 0          | 1                 | 0                 | 0                 | 0                 | 12       | 0      | 0           | 0          |
| M. Krohm        | 20         | 1          | 1           | 0          | 1                 | 0                 | 0                 | 0                 | 21       | 1      | 1           | 0          |
| P. Közle        | 21         | 4          | 1           | 0          | 2                 | 1                 | 0                 | 0                 | 23       | 5      | 1           | 0          |
| R. Ljung        | 13         | 0          | 2           | 0          | 2                 | 0                 | 0                 | 0                 | 15       | 0      | 2           | 0          |
| J. Lopez        | 1          | 0          | 0           | 0          | 0                 | 0                 | 0                 | 0                 | 1        | 0      | 0           | 0          |
| A. Löbe         | 10         | 3          | 0           | 0          | 0                 | 0                 | 0                 | 0                 | 10       | 3      | 0           | 0          |
| M. Marin        | 5          | 3          | 2           | 0          | 0                 | 0                 | 0                 | 0                 | 5        | 3      | 2           | 0          |
| A. Nijhuis      | 28         | 2          | 3           | 1          | 0                 | 0                 | 0                 | 0                 | 28       | 2      | 3           | 1          |
| M. Osthoff      | 20         | 2          | 5           | 0          | 2                 | 0                 | 1                 | 0                 | 22       | 2      | 6           | 0          |
| M. Pieckenhagen | 4          | 0          | 1           | 0          | 1                 | 0                 | 0                 | 0                 | 5        | 0      | 1           | 0          |
| T. Puschmann    | 7          | 2          | 1           | 0          | 0                 | 0                 | 0                 | 0                 | 7        | 2      | 1           | 0          |
| M. Reiter       | 9          | 0          | 1           | 0          | 0                 | 0                 | 0                 | 0                 | 9        | 0      | 1           | 0          |
| J. Rollmann     | 4          | 0          | 0           | 0          | 1                 | 0                 | 0                 | 0                 | 5        | 0      | 0           | 0          |
| F. Schmidt      | 13         | 1          | 1           | 0          | 2                 | 0                 | 1                 | 0                 | 15       | 1      | 2           | 0          |
| A. Schwartz     | 17         | 0          | 2           | 0          | 1                 | 0                 | 1                 | 0                 | 18       | 0      | 3           | 0          |
| R. Schütterle   | 24         | 2          | 7           | 0          | 2                 | 0                 | 0                 | 0                 | 26       | 2      | 7           | 0          |
| I. Šalimov      | 21         | 0          | 1           | 1          | 1                 | 0                 | 0                 | 0                 | 22       | 0      | 1           | 1          |
| F. Steininger   | 21         | 0          | 1           | 0          | 2                 | 0                 | 0                 | 0                 | 23       | 0      | 1           | 0          |
| U. Weidemann    | 30         | 2          | 5           | 1          | 0                 | 0                 | 0                 | 0                 | 30       | 2      | 5           | 1          |
| O. Westerbeek   | 31         | 1          | 4           | 1          | 1                 | 0                 | 1                 | 0                 | 32       | 1      | 5           | 1          |
| T. Wohlert      | 16         | 1          | 6           | 0          | 1                 | 0                 | 1                 | 0                 | 17       | 1      | 7           | 0          |